# Miss XV Tour
Miss XV Tour es la primera gira promocional de la banda mexicano-argentina Eme 15, como parte de la promoción de la serie juvenil de Nickelodeon Latinoamérica Miss XV. Además esta gira también sirvió como promoción del álbum homónimo de la banda. La gira recorrió países como México, Argentina y Colombia, donde la banda participó de varios eventos promocionales, como visitas a estaciones de radio y televisión, además de showcases y firmas de autógrafos en México.

## Fechas de la Gira
| Fecha                    | Ciudad           | País      | Lugar                        |
| ------------------------ | ---------------- | --------- | ---------------------------- |
| 26 de julio de 2012      | Xalapa           | México    | Estadio Colón                |
| 23 de agosto de 2012     | León             | México    | Explanada de la feria        |
| 28 de agosto de 2012     | Pachuca          | México    | Lienzo Charro Pachuca        |
| 29 de agosto de 2012     | Guadalajara      | México    | Auditorio Telmex             |
| 30 de agosto de 2012     | Guadalajara      | México    | Plaza Patria                 |
| 1 de septiembre de 2012  | Ciudad de México | México    | Kids Choice Awards México    |
| 8 de septiembre de 2012  | Ciudad de México | México    | Palacio de los Deportes      |
| 26 de septiembre de 2012 | Bogotá           | Colombia  | VMASTV Estudios              |
| 27 de septiembre de 2012 | Bogotá           | Colombia  | Los 40 principales           |
| 28 de septiembre de 2012 | Bogotá           | Colombia  | RCN Estudios                 |
| 3 de octubre de 2012     | Buenos Aires     | Argentina | La Trastienda                |
| 4 de octubre de 2012     | Buenos Aires     | Argentina | Tecnópolis                   |
| 5 de octubre de 2012     | Buenos Aires     | Argentina | Kids Choice Awards Argentina |
| 6 de octubre de 2012     | Buenos Aires     | Argentina | Estadio G.E.B.A.             |

- Datos: Q6019457